# Giuseppe Persiani
Giuseppe Persiani, italijanski romantični operni skladatelj, * 11. september 1799, Recanati, Italija, † 13. avgust 1869, Pariz, Francija.

## Življenje
Leta 1830 se je poročil s pevko Fanny Tacchinardi. Svoje skladateljsko delo je podrejal ženini pevski karieri, s katero sta gostovala po evropskih odrih, najdlje sta živela v Londonu in Parizu. 
Najpomembnejše delo je opera v treh dejanjih Inês de Castro, ki jo napisal za Mario Malibran. Krstna predstava je bila 28. januarja 1835 v neapeljskem gledališču Teatro San Carlo. 

## Opere (izbor)
Persiani je napisal enajst oper:
- Attila v Aquileji (1827)
- Danao re d'Argo (1827)
- Il solitario (1829)
- Eufemio di Messina ali La distruzione di Catania (1829)
- Inês de Castro (1835)
- Il fantasma (1843)